# باشگاه فوتبال ولینگ‌بورو تاون
باشگاه فوتبال ولینگ‌بورو تاون (به انگلیسی: Wellingborough Town Football Club) یک باشگاه فوتبال در شهر ولینگ‌بورو، کشور انگلستان است که در سال ۲۰۰۴ میلادی تأسیس شده‌است.